# Cantalupo nel Sannio
Cantalupo nel Sannio község (comune) Olaszország Molise régiójában, Isernia megyében.

## Fekvése
A megye délkeleti részén fekszik. Határai: Macchiagodena, Roccamandolfi, San Massimo és Santa Maria del Molise. A település a Monte Miletto lábainál fekszik.

## Története
A települést 667-ben alapították a longobárdok. A 11. századig a Beneventói Hercegség egyik jelentős települése volt. A normannok érkezésével Dél-Itáliába a Szicíliai Királyság része lett. A középkorban a Cantalupói Báróság központja volt. A 19. században nyerte el önállóságát, amikor a Nápolyi Királyságban felszámolták a feudalizmust.

## Népessége
A népesség számának alakulása:

## Főbb látnivalói
- Palazzo de Gaglia
- Madonna del Carmine-templom